# Martine Dhont
Martina Clasina Pieternella d'Hont (Den Haag, 12 oktober 1880 – Zeist, 24 januari 1968), bekend als Martine Dhont, was een Nederlands sopraanzangeres.

## Levensloop
Ze werd geboren in het gezin van timmerman Martinus D’hont en Clasina Pieternella Roest. 
Ze kreeg haar muziekopleiding aan het Haags Conservatorium bij Henri Volmär (zang), Carel Oberstadt (piano) en Arnold Spoel (zang). Zij studeerde in 1900 af voor piano, solospel en solozang. Daarna kreeg ze zanglessen van Thom Denijs, Jeannette Grumbacher-de Jong (Berlijn) en Johannes Messchaert (Zürich). Hoewel haar vader haar vanwege de toekomstmogelijkheden liever pianolerares zag worden, koos ze voor een zangcarrière, vooral in het oratorium- en liedgenre. Ze liet zich in die laatste categorie vaak begeleiden door de pianiste Helena Johanna van Lunteren-Hansen.
Vanaf 1908 werd ze door Johan Wagenaar benoemd tot lerares solozang aan het Utrechts Conservatorium. Ze zong rollen in de opera’s Boris Godoenov en Chovansjtsjina van Moessorgski en was te horen in Debussy's Roses lyriques, Mahlers Symfonie nr. 4 en Wagenaars De schipbreuk, Jupiter Amans en De Cid. Ze zong met Jan van Gilse en zijn Utrechts Symfonie Orkest diens Tagoreliederen. Haar zeven optredens met het Concertgebouworkest lieten de volgende werken horen:
- 28 mei 1916: van Debussy L’enfant prodigue onder leiding van Evert Cornelis
- 9 en 10 december 1916: van Mahler de Symfonie nr. 8 onder leiding van Willem Mengelberg
- 11 april 1917: van Johan Wagenaar De Cid, onder leiding van de componist
- 19 mei 1917: van Mendelssohn het oratorium Paulus onder leiding van Johan Schoonderbeek
- 31 januari 1919: van Van Gilse de Drei Gesänge aus Rabindranath Tagores "Der Gärtner" onder leiding van de componist
- 28 mei 1919: van Marco Enrico Bossi Giovanna d'Arco onder leiding van Hubert Cuypers

Martine Dhont stierf op 87-jarige leeftijd in een rusthuis in Zeist en werd begraven op Oud Eik en Duinen in Den Haag.